# Andreas Floer

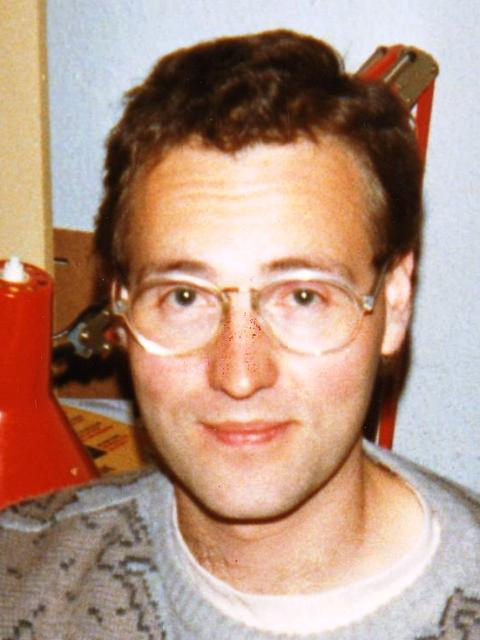
Andreas Floer 1986 in Bochum

Andreas Floer [fløːɐ] (* 23. August 1956 in Duisburg; † 15. Mai 1991 in Bochum) war ein deutscher Mathematiker, der wichtige Beiträge zur (symplektischen) Topologie, Differentialgeometrie und mathematischen Physik leistete. Er entwickelte die heute so genannte Floer-Homologie, die sich als wichtiges mathematisches Instrument bewährt hat.

## Leben und Werk
Floer studierte an der Ruhr-Universität Bochum Mathematik und erhielt sein Diplom 1982. Danach ging er an die Universität von Berkeley in Kalifornien, wo er über Monopole (in Yang-Mills-Theorien) auf dreidimensionalen Mannigfaltigkeiten mit Alan Weinstein und Clifford Taubes arbeitete. Die Promotion wurde durch die Ableistung des Wehr-Ersatzdienstes unterbrochen, dennoch wurde er bereits 1984 in Bochum bei Eduard Zehnder promoviert.
Floer bewies in seiner Bochumer Dissertation einen Spezialfall (für Abbildungen nahe der Identität) der Arnold-Vermutung über die Fixpunkte von symplektischen Abbildungen (Symplektomorphismen) einer symplektischen Mannigfaltigkeit. Mit dem Teilbeweis der Arnold-Vermutung und mit seiner Entwicklung der Floer-Homologie ab 1985 in Seminaren in Berkeley erregte er große Aufmerksamkeit und hielt eine der Plenar-Ansprachen auf dem Internationalen Mathematikerkongress in Kyōto 1990 (Elliptic methods in variational problems). Die Topologie niedrigdimensionaler Mannigfaltigkeiten ist notorisch schwierig – wie der Fall der Poincaré-Vermutung zeigt, die in den höher dimensionalen Fällen schon 1960 von Stephen Smale bewiesen wurde, im vierdimensionalen Fall erst durch Michael Freedman um 1984 und im dreidimensionalen Fall 2002 von Grigori Perelman. Die Floer-Homologien (es gibt verschiedene) sind heute ein verbreitetes Werkzeug in der Topologie und Differentialgeometrie speziell niedriger Dimensionen.
1986 war Floer an der Stony Brook University in New York, danach am  Courant-Institut. 1988 wurde er Assistenzprofessor für Mathematik in Berkeley. 1990 wurde die Assistenzprofessur zu einer vollen Professur umgewandelt. Im selben Jahr wurde er auch Mathematikprofessor in Bochum. 1991 nahm er sich überraschend das Leben.
Seine Theorie hat auch Anwendungen in der Quantenfeldtheorie (z. B. Seiberg-Witten-Theorie), wie auch umgekehrt von dort, insbesondere in Arbeiten von Edward Witten, neue Methoden in die Differentialgeometrie einflossen, speziell in der Klassifikation der differenzierbaren Strukturen auf  vierdimensionalen Mannigfaltigkeiten in den Arbeiten von Simon Donaldson (Eichtheorien und Instantonen). Hier besteht eine Analogie zwischen den Instantonen, die auf vierdimensionalen Mannigfaltigkeiten das  Yang-Mills-Funktional (die „Energie“) minimieren, und pseudo-holomorphen Abbildungen von Riemannflächen in solche symplektische Mannigfaltigkeiten (bezüglich einer mit der symplektischen Struktur kompatiblen „fast komplexen“ Struktur).
Vor seinem Tod hatte Floer noch Arbeiten über die Anwendung seiner Theorie in der Differentialtopologie (Zerschneidung von Mannigfaltigkeiten, „Chirurgie“, engl. surgery) und in der Untersuchung von Knoten in drei Dimensionen geschrieben. Eine ganze Serie weiterer erst posthum von den Koautoren bis Mitte der 1990er Jahre veröffentlichter Aufsätze zeugt davon, dass sich um ihn schon eine „Schule“ gebildet hatte.
1989 erhielt er von der Alfred P. Sloan Foundation ein Forschungsstipendium (Sloan Research Fellowship).
Im Dezember 2011 eröffnete die Ruhr-Universität Bochum das nach Andreas Floer benannte Floer Zentrum für Geometrie.

## Zitate
“Andreas Floer’s life was tragically interrupted, but his mathematical visions and striking contributions have provided powerful methods which are being applied to problems which seemed to be intractable only a few years ago.”

„Andreas Floers Leben wurde auf tragische Weise abgebrochen, aber seine mathematischen Einsichten und herausragenden Beiträge haben kraftvolle Werkzeuge geliefert, die auf Probleme angewendet werden, welche noch vor einigen Jahren unlösbar schienen.“

“The concept of Floer homology is one of the most striking developments in differential geometry over the past 20 years. […] The ideas have led to great advances in the areas of low-dimensional topology and symplectic geometry and are intimately related to developments in Quantum Field Theory […] the full richness of Floer’s theory is only beginning to be explored.”

„Der Entwurf der Floer-Homologie ist eine der bedeutendsten Entwicklungen im Bereich der Differentialgeometrie innerhalb der letzten zwanzig Jahre. … Die Ideen haben zu großen Fortschritten auf den Gebieten der niedrigdimensionalen Topologie und der symplektischen Geometrie geführt; sie sind aufs engste verbunden mit Entwicklungen in der Quantenfeldtheorie […] Die Erforschung der ganzen Reichhaltigkeit und Fülle von Floers Theorie hat gerade erst begonnen.“

“Since its introduction by Andreas Floer in the late nineteen eighties, Floer theory has had a tremendous influence on many branches of mathematics including geometry, topology and dynamical systems. The development of new Floer theoretic tools continues at a remarkable pace and underlies many of the recent breakthroughs in these diverse fields.”

„Seit Andreas Floer sie in den späten achtziger Jahren einführte, hat die Floer-Theorie einen gewaltigen Einfluss auf viele Zweige der Mathematik, wie Geometrie, Topologie und dynamische Systeme gehabt. Die Entwicklung neuer auf der Floer-Theorie basierender Werkzeuge schreitet in erstaunlichem Tempo voran und ist die Grundlage vieler neuer Erkenntnisse in diesen verschiedenen Mathematik-Zweigen.“

## Schriften
- Monopoles on asymptotically euclidean 3-manifolds, Bulletin American Mathematical Society, Band 16, 1987, S. 125–127 (die ursprünglich in den USA geplante Dissertation)
- Proof of the Arnold conjecture for surfaces and generalizations for certain Kähler-Manifolds, Duke Mathematical Journal Band 53, 1981, S. 1–32 (seine Dissertation)
- Morse theory of fixed points of symplectic diffeomorphisms, Bulletin of the American Mathematical Society, Band 16, 1987, S. 279–281, Project Euclid
- An instanton-invariant for 3-manifolds, Communications in Mathematical Physics, Band 118, 1988, S. 215–240. Project Euclid
- Morse theory for Lagrangian intersections, J. Differential Geometry, Band 28, 1988, S. 513–547.
- Cuplength estimates on Lagrangian intersections, Comm. Pure Appl. Math., Band 42, 1989, S. 335–356.
- Wittens complex and infinite dimensional Morse theory, Journal Differential Geometry Band 30, 1989, S. 207–221 (Witten hatte in einer aufsehenerregenden Arbeit 1982 die Morsetheorie aus der supersymmetrischen Quantenmechanik gewonnen) Project Euclid
- Elliptic methods in variational problems, International Congress of Mathematicians, Kyōto 1990
- Self dual conformal structures on {\displaystyle lCP_{2}}, Journal Differential Geometry, Band 33, 1991, S. 551–574.
- Instanton homology and Dehn surgery, in "Floer memorial volume" 1995
- mit Helmut Hofer Coherent orientation for periodic orbit problems in symplectic geometry, Math. Zeitschrift Band 212, 1993, S. 13–38.
- dies. Symplectic homology I: Open sets in {\displaystyle C^{n}}, Math. Zeitschrift Band 215, 1994, S. 37–88.
- mit Hofer, Wysocki Applications of symplectic homology I, Math. Zeitschrift, Band 217, 1994, S. 577–606.
- mit Hofer, Cieliebak Symplectic homology II: A General Construction, Math. Zeitschrift Band 218, 1995, S. 103–122.
- mit Hofer, Cieliebak, Wysocki Applications of symplectic homology II, Math. Zeitschrift, Band 223, 1996, S. 27–45.
- mit Hofer,  Salamon Transversality results in the elliptic Morse theory of the action functional, Duke Mathematical Journal, Band 80, 1995, 251–292, online hier: http://www.math.nyu.edu/~hofer/publications/trans.ps